# Nephrodium rigidoforme
Nephrodium rigidoforme là một loài dương xỉ trong họ Dryopteridaceae. Loài này được Rouy mô tả khoa học đầu tiên năm 1913.
Danh pháp khoa học của loài này chưa được làm sáng tỏ. 